# Andrej Rubljov
 Ovo je glavno značenje pojma Andrej Rubljov. Za druga značenja pogledajte Andrej Rubljov (slikar).
Andrej Andrejevič Rubljov (rus. Андрей Андреевич Рублёв; Moskva, 20. listopada 1997.) - ruski tenisač

## Karijera
Rubljov je osvojio Roland Garros za juniore, pobijedivši Joumea Munarda u finalu. Na Olimpijskim igrama mladih u Nankingu 2014. osvojio je brončanu medalju u pojedinačnoj konkurenciji i srebrnu u parovima.
Rano je postigao pobjede nad igračima kao što su: Fernando Verdasco, Grigor Dimitrov, David Ferrer i David Gofen. Prvi naslov u paru osvojio je na Kremlin Cupu u Moskvi 2015. godine u paru s Dmitrijem Tursunovim, a u pojedinačnoj konkurenciji prvi naslov osvojio je na Otvorenom prvenstvu Hrvatske u Umagu 2017. godine.
Njegov najbolji plasman na ATP pojedinačnoj listi je peto mjesto od 13. rujna 2021., a peti je i u siječnju 2024. Osvojio je četrnaest ATP pojedinačnih naslova. 